# Province de Makamba

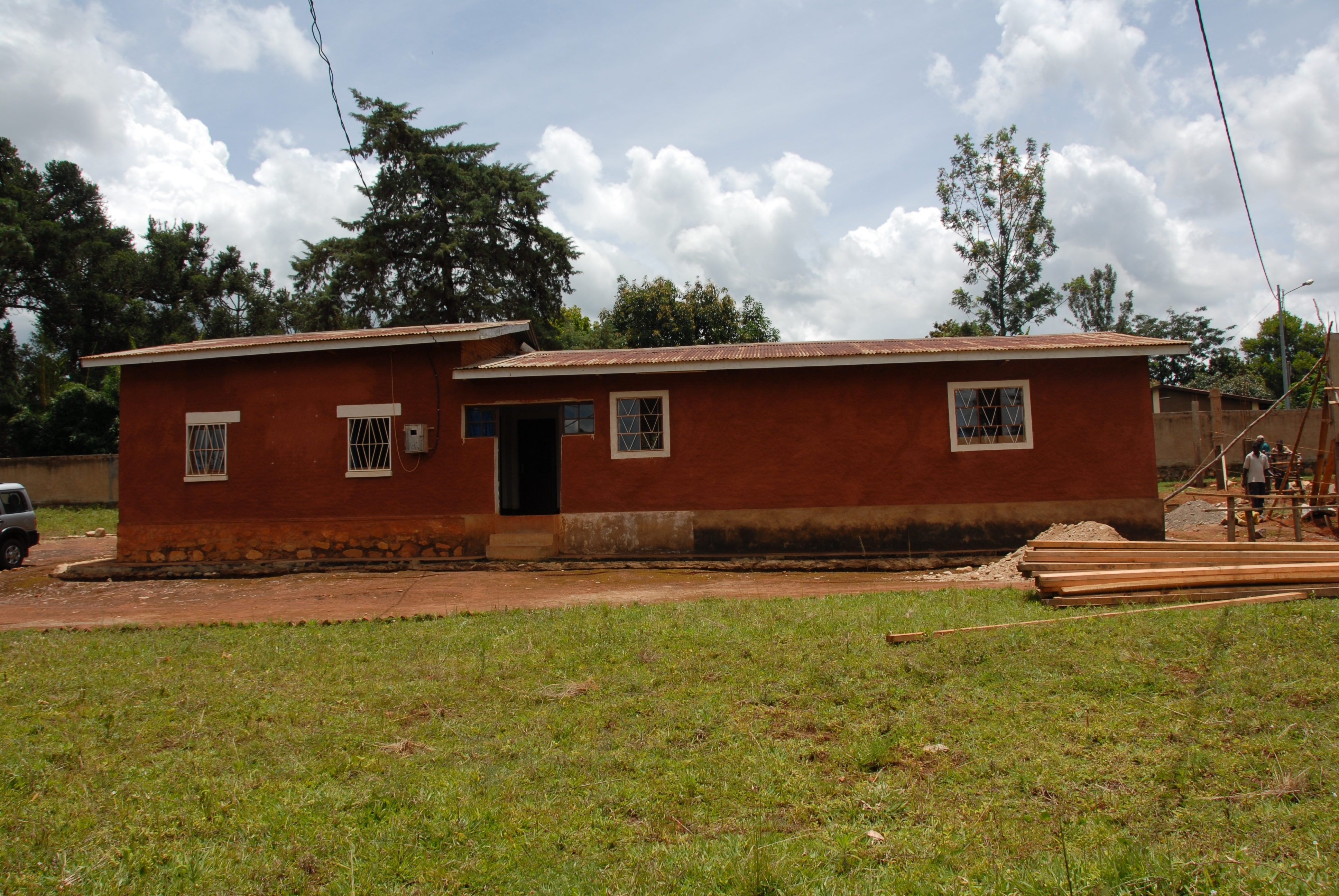
Projet ACRC à Makamba

La province de Makamba est l'une des 18 provinces du Burundi. C'est la province la plus méridionale du Burundi. Frontalière de la Tanzanie, Région de Kigoma au Sud et Sud-Est et de la RDC à l'ouest, ville de Baraka dans le territoire de Fizi. Connue de par le monde et dans tout le pays par la danse "agasimbo", traditionnellement dansée à la cour royale du Buha. La province de Makamba est subdivisée en 6 communes.

## Communes
Elle est divisée entre 6 communes différentes
- Commune de Kayogoro
- Commune de Kibago
- Commune de Mabanda
- Commune de Makamba
- Commune de Nyanza-Lac
- Commune de Vugizo